# Drapeau de Varsovie
Le drapeau de la ville de Varsovie (Pologne) fut officiellement adopté le 9 octobre 1938. La couleur rouge du drapeau national polonais se répète sur tous les drapeaux de plus ou moins grande taille, comme celui de Varsovie. Le drapeau et le bouclier ont été approuvés comme officiels de la ville de Varsovie en 1991.

## Composition et symbolisme
Dans sa version la plus récente, il est composé d'un rectangle divisé en deux bandes horizontales de taille identique, de couleur or et rouge.

### Couleurs
| Couleur | ● Rouge | ● Jaune |
| ------- | ------- | ------- |
| HTML    | #FF0000 | #FABD00 |